# Subdigitals
Code Lyoko Featuring Subdigitals là tên album được phát hành bởi hãng MoonScoop, gồm các bài hát trong loạt phim hoạt hình nổi tiếng của Pháp là Mật mã Lyoko. Subdigitals cũng chính là tên ban nhạc ảo trong bộ phim hoạt hình, ban đầu tên ban nhạc là Subsonics, đến mùa phim thứ tư của phim mới đổi thành Subdigitals.
Các thành viên ban nhạc Subdigitals gồm: Ben, Chris và Nico (nhóm trưởng).
"Un monde sans danger / A World Without Danger" được chọn làm ca khúc mở đầu cho phim trong tất cả các tập của Mật mã Lyoko, trong khi đó bài "Break Away" chỉ được xuất hiện vào cuối phim ở phần 4. Phiên bản rút gọn của 2 ca khúc Planet Net và Break Away được chơi trong tập Music to Soothe the Savage Beast.

## Phát hành
Album được phát hành ở Pháp trước rồi mới phát hành tại Mỹ.
Ca khúc A World Without Danger được phát hành thành đĩa CD tại Pháp, sau đó được nhập vào Mỹ thông qua nhiều trang bán thương mại điện tử như Amazon và eBay.
Ca khúc Planet Net được phát hành dưới dạng MV, nhằm thúc đẩy việc việc phát hành và quảng cáo cho album.

## Danh sách ca khúc
| STT | Nhan đề                                         | Thời lượng |
| --- | ----------------------------------------------- | ---------- |
| 1.  | "Planet Net"                                    | 2:53       |
| 2.  | "Ouvre les yeux / Angel of Mine"                | 4:00       |
| 3.  | "Technoide / School is Out"                     | 2:46       |
| 4.  | "D'ici et ailleurs / Virtual World"             | 4:34       |
| 5.  | "Ensemble / Time to Cry"                        | 3:49       |
| 6.  | "Sauver le monde / Secret Life"                 | 3:56       |
| 7.  | "Rodeo / Surfing in Cyberspace"                 | 3:34       |
| 8.  | "La tribu / Mother Earth"                       | 3:16       |
| 9.  | "S'en aller / Get Away"                         | 3:40       |
| 10. | "Bienvenue / World With My Eyes"                | 3:52       |
| 11. | "S'envoler / Break Away"                        | 3:11       |
| 12. | "Un monde sans danger / A World Without Danger" | 3:24       |